# Symsagittifera smaragdina
Symsagittifera smaragdina är en plattmaskart som beskrevs av Achatz, Gschwentner och Rieger 2005. Symsagittifera smaragdina ingår i släktet Symsagittifera och familjen Sagittiferidae. Inga underarter finns listade i Catalogue of Life.